# Cecilio Rodríguez
Cecilio Enrique Rodríguez Pérez (ur. 15 lipca 1968) – kubański zapaśnik w stylu klasycznym. Czwarty na Igrzyskach w Barcelonie 1992 w wadze do 68 kg.
Szósty zawodnik mistrzostw świata w 1993 roku. Srebrny medal na igrzyskach panamerykańskich z 1991, czterokrotny medalista mistrzostw panamerykańskich, złoty z 1992 roku.